# Nó cadeirinha de bombeiro
Nó cadeirinha de bombeiro ou Nó de encapeladura é um tipo de nó. Forma duas alças amplas fixas, e deixa as duas pontas da corda soltas para ser tracionadas, podendo serem usadas para salvamento. 
As duas alças amplas podem ser colocadas em torno dos quadris, para a pessoas ficar na posição sentada sobre o nó. Também podem ser colocadas uma atrás dos braços e outra atrás dos joelhos, dependendo do tamanho das alças e corda.